# اهواهو
اُهو اُهو یکی از آیین‌های سنتی استان مرکزی است که در روستای خورهه شهرستان محلات انجام می‌شود. این مراسم در روز چهاردهم ماه رمضان که مصادف با میلاد حسن پسر علی است برگزار می شود.

## هدف برگزاری
هدف از برگزاری این مراسم بزرگداشت امامان شیعه در ماه رمضان و تقویت نوعی وحدت گروهی میان اهالی روستا است.

## نحوه اجرای مراسم
در این مراسم با تاریک شدن هوا نوجوانان و کودکان (پسران) در دسته‌های مجزا به در خانه‌ها می‌روند و یکی از اعضای گروه که از همه بزرگتر است با صدای بلند اشعاری را می‌خواند و دیگران با صدای بلند "اُهواُهو" می‌گویند. معمولاً منازلی که فزرند کوچکتر دارند مقداری آجیل یا پول برای گروه شعرخوان می‌برد. مضمون شعری که برای این مراسم خوانده می‌شود به صورت زیر است. مثلاً اگر نام پسر کوچک خانواده احمد باشد، شعر چنین خوانده می‌شود:
احمد خان شمایید  اُهو اُهو

ازخانه در نیایید     اُهو اُهو

که مردم دشمنت اند   اُهو اُهو

به قصد کشتنت اند     اُهو اُهو

بلبلان ریختند سرچنار    اُهو اُهو

جیک جیک می‌کنند اشرفی بیار   اُهو اُهو

خرکی خریده‌ام   اُهو اُهو

دمکش بریده‌ام    اُهو اُهو

یه چوب می‌زنم میشینه   اُهو اُهو

یه چوب می‌زنم پا میشه    اُهو اُهو

آجیل بیار زودی   اُهو اُهو

رسم است که پول‌های جمع شده از این مراسم به فقیرترین خانواده روستا داده می‌شود.

## ثبت ملی
این آیین سنتی به عنوان یکی از آثار معنوی استان مرکزی در فهرست آثار معنوی کشور به ثبت رسیده‌است.